# Henri Claessens
Henricus Fredericus (Henri) Claessens (Halle, 8 december 1826 – 29 oktober 1907) was een Belgisch liberaal politicus en chirurg.

## Levensloop
Claessens werd geboren als zoon van Amedeus Claessens, winkelier en Anna Maria Cleren. Hij trouwde met Marie Catherine Decoster, dochter van Emmanuel Decoster burgemeester van Halle.
Claessens werd  in 1878 aangesteld als burgemeester van Halle naar aanleiding van het ontslag en kort daarna overlijden van Joseph Giblet. Zijn aanstelling werd niet gesmaakt door de katholieke raadsleden in de gemeenteraad en uit protest diende Emile Nerinckx zijn ontslag in als schepen. Hoewel de katholieken bij de eerstvolgende  gemeenteraadsverkiezingen op 29 oktober 1878 een klinkende overwinning behaalden, bleef Claessens aan als burgemeester.
In de daaropvolgende jaren zou hij nog vaak in conflict treden met de Katholieke gemeenschap en in het bijzonder de deken van Halle : zo liet hij in 1880 een student van de Université libre de Bruxelles die zelfmoord gepleegd had begraven in de gewijde grond van het kerkhof van  Halle, en in 1881 liet hij een ongedoopt kind ontgraven uit de ongewijde grond om herbegraven te worden in de gewijde grond van het kerkhof van Essenbeek. De Katholieke gemeenschap van Halle zag hierin de hand van de Brusselse loges.
Na de gemeenteraadsverkiezingen van 1881 verdween hij uit de gemeenteraad.